# Mangystau (półwysep)
Mangystau (kaz.: Маңғыстау түбегі, Manggystau tübegy; ros.: полуостров Мангистау, połuostrow Mangistau; dawniej ros.: полуостров Мангышлак, połuostrow Mangyszłak) – wyżynny półwysep w Kazachstanie, nad Morzem Kaspijskim. Ciągnie się od zatoki Kajdak na północy do Zatoki Kazachskiej na południu, z zachodu zaś ograniczają go czinki (wysokie, urwiste krawędzie) płaskowyżu Ustiurt. Otoczony jest zapadliskami, których dna leżą nierzadko poniżej poziomu morza: od południowego zachodu – Karakija (132 m p.p.m.; najgłębsza depresja w kraju) i Kauyndy (57 m p.p.m), od wschodu – Karynżaryk (70 m p.p.m.). Wyżyna Mangystau (Mangyszłacka) zajmuje większą część półwyspu. Mangystau zbudowany jest z wapieni, piaskowców i łupków gliniastych. Występuje roślinność półpustynna, ale zdarzają się także pustynie piaszczyste, np. Bostankum. Na półwyspie eksploatuje się bogate złoża uranu, ropy naftowej i gazu ziemnego. Największe miasto półwyspu to Aktau.
Do dziedzictwa kulturowego półwyspu należą m.in. skalne meczety z IX–XIII wieku.